# Google Street View

Країни та залежні території з повним покриттям
Країни та залежні території з частковим покриттям
Країни та залежні території, що заплановані до повного або часткового покриття (офіційно)
Країни та залежні території, що заплановані до повного або часткового покриття (неофіційно)
Країни та залежні території з фотографіями тільки музеїв або інших туристично привабливих об'єктів
Країни та залежні території, що не мають покриття або які не заплановані до покриття

Google Street View (власна назва на сайті Google Перегляд вулиць) — функція панорамного перегляду вулиць по всьому світу, що надається через розширення Карти Google та Google Земля. Вперше функція стала доступною 25 травня 2007 року і охоплювала декілька міст Сполучених Штатів. Сьогодні Street View охоплює 52 країни світу, а деталізація покриття ресурсу в окремих регіонах дозволяє переглядати навіть сільські дороги та міські підворотні. 19 квітня 2012 компанія розмістила Street View чотирьох українських міст, що приймають Чемпіонат Європи з футболу 2012: Києва, Львова, Харкова та Донецька, а також міста Одеси. Додатково 14 травня було викладено фотографії стадіонів, що приймають Євро-2012. В 2015 році автомобілями проєкту Street View Google maps було відзнято більшість території України.
Користувачі Google мають можливість додавати власні панорамні зображення, зняті на пристрої та фотоапарати.
В України в 2016 році запрацювала програма Street View Trusted яка дозволяє додавати панорами приміщень та бізнес закладів за технологією Street View від Google.

## Історія та майбутнє
Street View почав свою діяльність у 2001 році разом із проєктом Stanford CityBlock, спонсорованим Google, дослідницьким проєктом університету Стенфордського університету. Проєкт закінчився в червні 2006 року, і його технологія була складена в StreetView.
2007 рік: запущено 25 травня в США за допомогою технології Immersive Media.
2008: У травні Google оголошує, що випробовує технологію розмивання обличчя на своїх фотографіях із зайнятих вулиць Манхеттену. Ця технологія використовує комп'ютерний алгоритм для пошуку в базі даних зображень Google для обличчя та розмиття їх. Street View було інтегровано в Google Планета Земля 4.3, додаток Карти на iPhone Apple та програму Карти для S60 3rd Edition. У листопаді значок Pegman перетягування вводиться як основний елемент інтерфейсу користувача для підключення з двовимірного перегляду Карти до 3D-перегляду Street View. Коли Pegman потрапляє на певний набір координат на Картах Google, для яких доступні дані Перегляду вулиць, відкривається Street View і переймає все вікно карти.
2009 рік: запровадження повноекранного варіанту. Була введена інтелектуальна навігація, що дозволяє користувачам орієнтуватися по панорам, двічі клацнувши курсором на будь-якому місці чи об'єкті, які вони хочуть бачити.
Травень 2011 року: оприлюднено представлення підприємств у приміщенні (Google Business Photos). Після декількох пілотних етапів проєкт восени був реалізований серйозно
Листопад 2012 року: Випускаючи Android 4.2, Google пропонує користувачам створювати власні панорами за допомогою підтримуваних пристроїв. Google виділяє на Картах панорами, створені користувачем, із синіми значками кола. Компанія також створила вебсайт для висвітлення місць у світі, де їх можна знайти.
2013 рік: Ділові інтер'єри представлені у вигляді невеликих помаранчевих кіл. Такі підприємства, як магазини, кафе та інші приміщення, можуть заплатити фотографу, щоб зробити панорамні знімки інтер'єру своїх приміщень, які потім включаються до перегляду вулиць. Google налаштовує програму, щоб дозволити третім сторонам запозичити Street View Trekker (камера, встановлена в рюкзаку) та надавати зображення в Карти Google.
2014 рік: зображення на рівні вулиці з минулого тепер можна побачити, якщо вони доступні для певного виду вулиці.
2015 рік: було оголошено про партнерство між Street View та компанією з моніторингу навколишнього середовища Aclima. Автомобілі почали носити датчики для виявлення забруднюючих речовин, таких як діоксид азоту, озон та тверді частинки. У жовтні було оголошено про підтримку Google Cardboard, що дозволило користувачам використовувати Street View у віртуальній реальності 360 градусів.
2017: До перегляду вулиць додано зображення всередині Міжнародної космічної станції.
2017: Починаючи з серпня, Google дозволяє користувачам створювати власні блакитні доріжки, схожі на перегляд вулиць, для підключених фотосфер, які є досить близькими один до одного.
2017 рік: 5 вересня компанія Google оголосила, що покращує якість панорамної фотографії з видом на вулицю, переоблаштовуючи свої картографічні машини абсолютно новими системами камер високої роздільної здатності та штучним інтелектом для отримання ще кращих знімків. Нові автомобілі Google побачили в різних американських містах з березня 2017 року, а також в Японії з серпня. Перші знімки, зроблені разом із камерами нового покоління, були доступні в Інтернеті 13 вересня.
Жовтень 2017 року: виробники Insta360 Pro оголошують про сертифікацію першої камери «Автомобільний перегляд вулиць» на суму 3500 доларів США; Для перегляду 360° використовується шість лінз і постачається із програмним забезпеченням Stitcher. Окрім придбання, установка камери також доступна кваліфікованим особам у рамках програми позик Google, з 50 камер, доступних для позики, завдяки чому можливе висвітлення зображень Google Street View для більше місць, які Google може не відвідувати, і для суб'єкти, для яких покупка недоцільна або неможлива.
2018: Google Japan пропонує тепер вигляд вулиці з точки зору собаки.
Серпень 2018 року: Street View охоплює дві морські видобувні платформи в Північному морі.

## Впровадження
Перегляд вулиць доступний як компонент Карт Google, як вебдодаток та мобільний додаток для Android та iOS. Спочатку Карти Google використовували Adobe Flash для перегляду вулиць. Google капітально відремонтував Карти Google у 2013 році. Новіша версія широко використовує JavaScript та надає інтерфейс програмування додатків JavaScript. На момент виходу нових карт Google і перегляду вулиць у різних налаштуваннях вимірюються повільніше, ніж стара версія. Користувач може перейти на стару версію Карт Google, що особливо корисно, коли Карти Google повільніші, ніж зазвичай.
Піктограма Pegman перетягування — це основний елемент інтерфейсу користувача, який використовує Google для підключення Карт до перегляду вулиць. Його назва походить від його схожості на прищіпку. Якщо програма не використовується, Pegman сидить над контролем масштабування на Картах Google. Іноді Pegman «одягається» на спеціальні події або до них приєднуються друзі-прив'язки на Картах Google. Затягнувшись у Street View поблизу Площі 51, він стає літаючим блюдцем. Переглядаючи старі погляди, Pegman у міні-карті змінюється на Дока Брауна із фільма Назад у майбутнє.

## Покриття
У травні 2017 року Google оголосив, що знімав понад 16 мільйонів миль (25,75 мільйонів кілометрів) зображень Street View у 83 країнах. Карти також включають панорамні види під водою, такі як підводний корал у Західній Нуса-Тенгарі, у Гранд-Каньйоні, музеї та пустеля Ліва в Об'єднаних Арабських Еміратах, які переглядаються з верблюда. У десятиденному поході з Апа-Шерпою, Google задокументував Хумбу, Непал із Еверестом, громадами Шерпи, монастирями та школами
У випуску 9 вересня 2014 року Google також додав визначні пам'ятки в Єгипті, включаючи Піраміди Гізи, Каїрську цитадель, Саккару, монастир Св. Міни та Цитадель Каїтбай.
Багато місць все ще мають обмежене покриття або їх відсутність, зокрема: Кариби — крім Барбадосу, Пуерто-Рико, часткове покриття на Віргінських островах США, Домініканській Республіці та Мартиніці
Центральна Америка — за винятком Гватемали та деяких визначних пам'яток Коста-Рики
Французька Гвіана, Гаяна, Парагвай, Суринам і Венесуела в Південній Америці
Африка — за винятком Ботсвани, Есватіні (Свазіленд), Гани, Кенії, Лесото, Нігерії, Реюньйону, Сенегалу, Південної Африки, Тунісу, Уганди та деяких видів міста на Мадагаскар
Білорусь, Боснія і Герцеговина, Косово, Ліхтенштейн, Молдова та значна частина Німеччини та Австрії в Європі
Азія — крім Бангладеш, Бутан, Камбоджа, Гонконг, Японія, Макао, Малайзія, Філіппіни, Сінгапур, Південна Корея, Шрі-Ланка, Тайвань, Таїланд, значна частина Індонезії, Киргизстан, Лаос, Монголія та Росія
Близький Схід — крім Ізраїлю, Йорданії, Туреччини та Об'єднаних Арабських Еміратів
Південний Тихий океан — крім Американського Самоа, Австралії, островів Кука (Раротонга), Фіджі (Сува) та (Наді), Французької Полінезії (Таїті), Нової Зеландії, островів Піткерн (острови Піткерн та Хендерсон) та Королівства Тонга (Тонгатапу).

## Конфіденційність
Google Street View розмиває будинки для будь-якого користувача, який подає запит, окрім автоматичного розмивання облич та номерних знаків. Прихильники конфіденційності заперечували проти перегляду вулиць Google, вказуючи на погляди, які демонструють чоловіків, які покидають стриптиз-клуби, протестуючих в клініці абортів, сонячних купальників у бікіні та людей, які займаються діями, видимими з громадської власності, в яких вони не бажають бачитись публічно . Інша стурбованість викликає висота камер, і щонайменше у двох країнах, Японії та Швейцарії, Google довелося знизити висоту своїх камер, щоб не зазирнути до огорожі та живоплоту. Послуга також дозволяє користувачам позначати невідповідні або чутливі зображення для перегляду та видалення Google.
Поліція Шотландії отримала вибачення за те, що втратила час у поліції в 2014 році від власника місцевого бізнесу в Единбурзі, який у 2012 році здійснив фальшиве вбивство для автомобіля камери Google, лежачи в дорозі, «поки його колега стояв над ним з ручкою». У травні 2010 року було виявлено, що Google збирав та зберігав дані про корисне навантаження з незашифрованих Wi-Fi-з'єднань у рамках Street View.
Побоювання призвели до того, що Google не надає або призупиняє послугу в країнах світу.
Австрія: Google Street View заборонено в Австрії, оскільки Google було встановлено, що він збирав дані Wi-Fi без дозволу в 2010 році. Після скасування заборони було встановлено правила того, як Street View може легально працювати в Австрії. Google відновив збір зображень у 2017 році. З 2018 року перегляд вулиць Google доступний у деяких районах Австрії.
Австралія: У 2010 році Google Street View припинив свою діяльність в Австралії після місяців розслідувань австралійських властей. Однак це припинення з тих пір закінчилося, Google оголосив про плани продовжити виробництво 4 травня 2011 року та згодом випустив оновлені знімки Street View для австралійських міст та міст 27 липня 2011 року.
Німеччина: У 2011 році, розмістивши в Інтернеті фотографії з 20 найбільших міст, Google перестав знімати зображення Street View у Німеччині.
Індія: У 2011 році Google припинив знімати вуличні зображення в Індії, отримавши лист від органів поліції Бенгалуру.
Канада: Автомобілі Street View були помічені ще у вересні 2007 року в Монреалі, однак служба Канади була затримана, коли вони намагалися врегулюватися з урядом Канади щодо законів про конфіденційність. Проблеми конфіденційності та краси міста вирішувались, а Street View доступний у Монреалі та інших містах Канади (станом на 2020 рік).

## Таблиця покриття
Нижче наведено таблицю з країнами у яких доступна функція Street View та рік додавання
| Країна чи територія                              | Рік  | Примітки |
| ------------------------------------------------ | ---- | --- |
| Австралія                                        | 2008 | Доданого того ж дня, що й Японію; перша країна з Океанії, доступна у Street View |
| Австрія                                          | 2012 | Тільки музеї та окремі лижні курорти |
| Аландські острови                                | 2010 | Перший напівавтономний регіон у Street View |
| Американське Самоа                               | 2015 | |
| Ангілья                                          | 2015 | |
| Андорра                                          | 2012 | |
| Антарктика                                       | 2010 | У Антарктиці Pegman має вигляд антарктичного пінгвіна. Антарктика також найпівденніша територія з доступних у Street View |
| Макао                                            | 2010 | Перша континентальна територія Азії у Street View, знята разом з Гонконгом |
| Аргентина                                        | 2014 | |
| Аруба                                            | 2015 | |
| Багамські Острови                                | 2015 | |
| Бангладеш                                        | 2015 | Часткове покриття |
| Бельгія                                          | 2011 | |
| Беліз                                            | 2014 | |
| Бермудські острови                               | 2015 | |
| Болгарія                                         | 2013 | |
| Ботсвана                                         | 2011 | ПАР, Канарські острови та Ботсвана єдині відзняті території Африки |
| Бразилія                                         | 2010 | Перша відзнята країна у Південній Америці. Функція доступна 22 штатах країни з 27 та на ділянці ріки Амазонка поблизу Манаусу. Також відфотографовано стадіони до Чемпіонату світу з футболу 2014 року. Додано надводні та підводні фотографії архіпелагу Фернанду-ді-Норонья . |
| Британська територія в Індійському океані        | 2013 | Види Перос Банхос (англ. Peros Banhos) |
| Бутан                                            | 2014 | |
| Велика Британія                                  | 2009 | 2013 року з'явився огляд р. Темза у м. Лондон |
| Гваделупа                                        | 2015 | |
| Гібралтар                                        | 2012 | |
| Гонконг                                          | 2010 | Перша континентальна територія Азії у Street View, знята разом з Макао |
| Греція                                           | 2012 | У 2014 представлено повне покриття |
| Гренландія                                       | 2015 | |
| Гуам                                             | 2014 | |
| Данія                                            | 2010 | |
| Джерсі                                           | 2011 | |
| Еквадор                                          | 2012 | Тільки Галапагоські острови |
| Естонія                                          | 2012 | |
| Єгипет                                           | 2014 | Окремі визначні місця |
| Ізраїль                                          | 2012 | Перша країна Середнього Сходу у Street View. До цього часу були лише фотографії з музеїв Іраку. Станом на 17 січня значно розширено покриття |
| Індія                                            | 2012 | Музеї та головні міста |
| Індонезія                                        | 2014 | |
| Ірак                                             | 2011 | Тільки музеї. Перша з країн Близького сходу, де функція стала доступна (виключно для музеїв) |
| Ірландія                                         | 2010 | |
| Ісландія                                         | 2013 | |
| Іспанія                                          | 2008 | |
| Італія                                           | 2008 | Додано того ж дня, що і Франція, одна з двох перших країн у Європі |
| Канада                                           | 2009 | Функція доступна по всій країні за винятком Нунавуту |
| Камбоджа                                         | 2014 | Окремі райони |
| Катар                                            | 2012 | Тільки музеї |
| Колумбія                                         | 2013 | |
| Китайська Народна Республіка                     | 2013 | Покриття тільки по Дослідницькому центру з розведення великих панд Ченгду та музеїв |
| Кюрасао                                          | 2015 | |
| Лаос                                             | 2015 | тільки В'єнтьян |
| Латвія                                           | 2012 | |
| Литва                                            | 2013 | |
| Лесото                                           | 2013 | |
| Люксембург                                       | 2013 | |
| Мадагаскар                                       | 2015 | |
| Мартиніка                                        | 2013 | Перша територія з Карибів |
| Малайзія                                         | 2013 | Покриття тільки паркові зони та окремі туристично-привабливі місця |
| Мальдіви                                         | 2015 | |
| Мексика                                          | 2009 | Перша латиноамериканська країна у Google Street View |
| Мен                                              | 2011 | |
| Мідвей                                           | 2012 | |
| Монако                                           | 2011 | Найменша доступна країна у Google Street View |
| Монголія                                         | 2014 | |
| Непал                                            | 2012 | Тільки гірські види |
| Нідерланди                                       | 2009 | Перша країна з повним покриттям |
| Німеччина                                        | 2010 | Доступні лише великі міста, такі як Берлін, Мюнхен, Гамбург, Дюссельдорф, Ганновер, Кельн, Ессен, тощо. Подальші зйомки зупинені |
| Норвегія                                         | 2010 | Тут міститься найпівнічніше місце зйомки Street View |
| Нова Зеландія                                    | 2008 | Покриття є майже на всю країну |
| Об'єднані Арабські Емірати                       | 2013 | |
| Острови Кука                                     | 2015 | |
| Острови Теркс і Кейкос                           | 2015 | |
| Палестинська держава                             | 2012 | |
| Перу                                             | 2013 | Третя доступна країна Південної Америки |
| Південна Джорджія та Південні Сандвічеві острови | 2014 | |
| Південна Корея                                   | 2012 | Райони поблизу Сеула та Пусана |
| ПАР                                              | 2010 | Перша африканська країна. ПАР, Канарські острови та Ботсвана єдині відфотографовані території Африки |
| Північні Маріанські острови                      | 2014 | |
| Піткерн                                          | 2013 | |
| Польща                                           | 2012 | Спочатку було відзнято частину міста Лодзь, але тепер покривається значна кількість польських міст |
| Португалія                                       | 2009 | |
| Румунія                                          | 2010 | |
| Росія                                            | 2011 | До 2012 року були лише музеї, на сьогодні відзняті райони 200 міст. Перша з доступних пострадянських держав |
| Сан-Марино                                       | 2012 | |
| Свазіленд                                        | 2013 | |
| Сент-Вінсент і Гренадини                         | 2015 | |
| Сербія                                           | 2014 | |
| Сінгапур                                         | 2009 | Перша країна з Південно-Східної Азії |
| Словаччина                                       | 2012 | |
| Словенія                                         | 2014 | |
| Соломонові Острови                               | 2015 | |
| Східний Тимор                                    | 2015 | |
| США                                              | 2007 | Перша країна, у якій була доступна функція Street View, а також єдина країна, де була доступна функція Street View за рік після запуску. На сьогодні має набільше покриття з усіх країн                                                                                         |
| Таїланд                                          | 2012 | На сьогодні функція доступна для окремих міст, серед яких Бангкок, Чіангмай та Пхукет |
| Тайвань                                          | 2009 | Перша країна з даною функцією, що не входить до ООН |
| Танзанія                                         | 2014 | Гірські ділянки |
| Туреччина                                        | 2014 | Окремі місця в Анкарі |
| Угорщина                                         | 2013 | |
| Україна                                          | 2012 | Додано до Євро 2012 |
| Філіппіни                                        | 2013 | Види океанічного дна поблизу острова Апо та частково район Маніли Інтрамурос |
| Фінляндія                                        | 2010 | |
| Фолклендські острови                             | 2014 | |
| Франція                                          | 2008 | Додано того ж дня, що й Італія, одна з двох перших країн у Європі |
| Хорватія                                         | 2012 | |
| Чехія                                            | 2009 | Перша доступна східноєвропейська країна |
| Чилі                                             | 2012 | |
| Швейцарія                                        | 2009 | |
| Швеція                                           | 2010 | |
| Шпіцберген                                       | 2012 | |
| Японія                                           | 2008 | Перша азійська країна. Додана того ж дня, що й Австралія |

## В Україні
Перші зйомки було виконано в 2011 році, їх було виконано до Євро 2012 та спочатку були доступні види міст Київ, Львів, Донецьк, Одеса та Харків. Також згодом були відзняті центральні вулиці Чернівців. Станом на червень 2013 року стали доступні заповідник Качанівка, Замок Паланок у м. Мукачево та Хотинська фортеця з частиною навколишніх сіл та міста Хотин.
У 2015 році Онлайн-сервіс Google Maps оновив режим перегляду вулиць, зробивши його доступним ще для понад 300 великих і малих українських міст. Додано перегляд великої кількості міжміських доріг.
Надалі сервіс припинив діяльність в Україні, жодних оновлень та додавань не внесено.

## Цікаві факти
- Через передання робіт у окремих країнах для виконання стороннім компаніям можливі різні недоліки. Так, свого часу набули відомості нічні панорами міст Бразилії, більшість з яких на сьогодні виправлено. Станом на 8 березня 2013 року у м. Києві також є нічна зйомка на вул. Князів Острозьких.[40]
- Сервісом «Google Street View» було покадрово зафіксовано автомобільну аварію, яка трапилась у січні 2014-го року в Блуменау (Бразилія). Мотоцикліст, екіпірований лише у мотокросовий шолом, втратив керування та врізався у автомобіль, що рухався в попутному напрямку.[41]

## Галерея

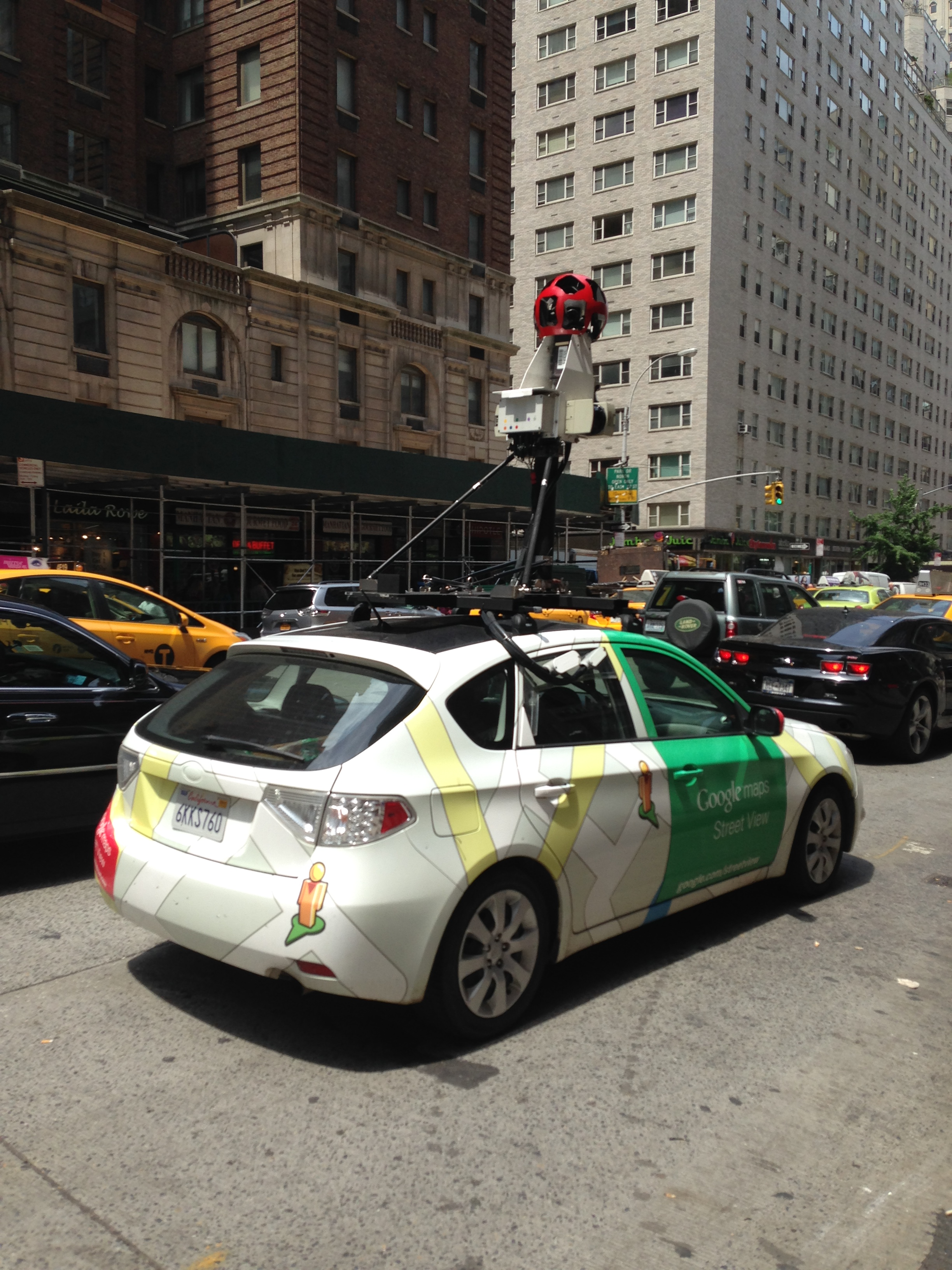
Камери цього автомобіля Google Street View встановлені на стійці на даху. Кабелі живлення та даних подаються в автомобіль через праве заднє пасажирське скло.
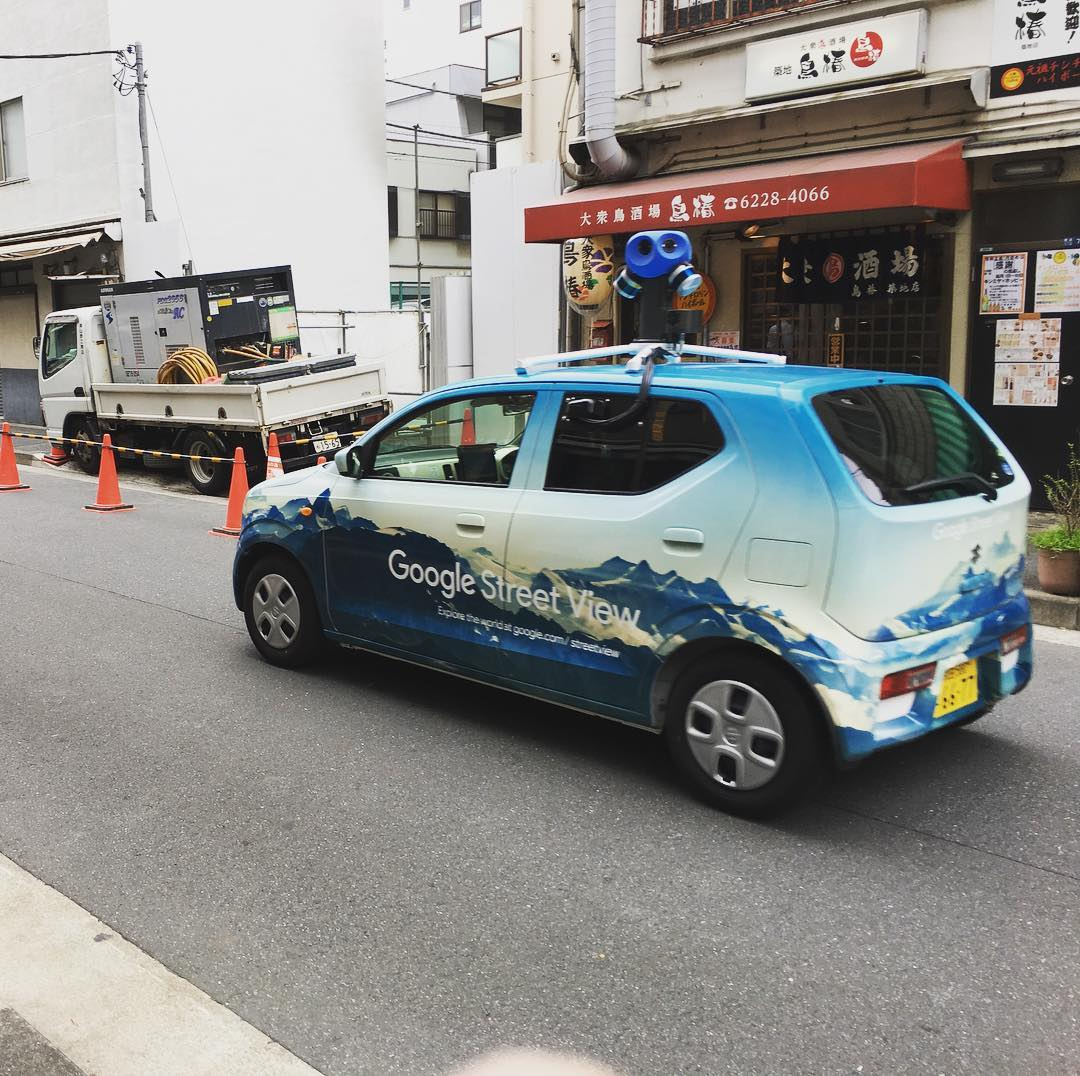
Автомобіль Google Street View в Японії
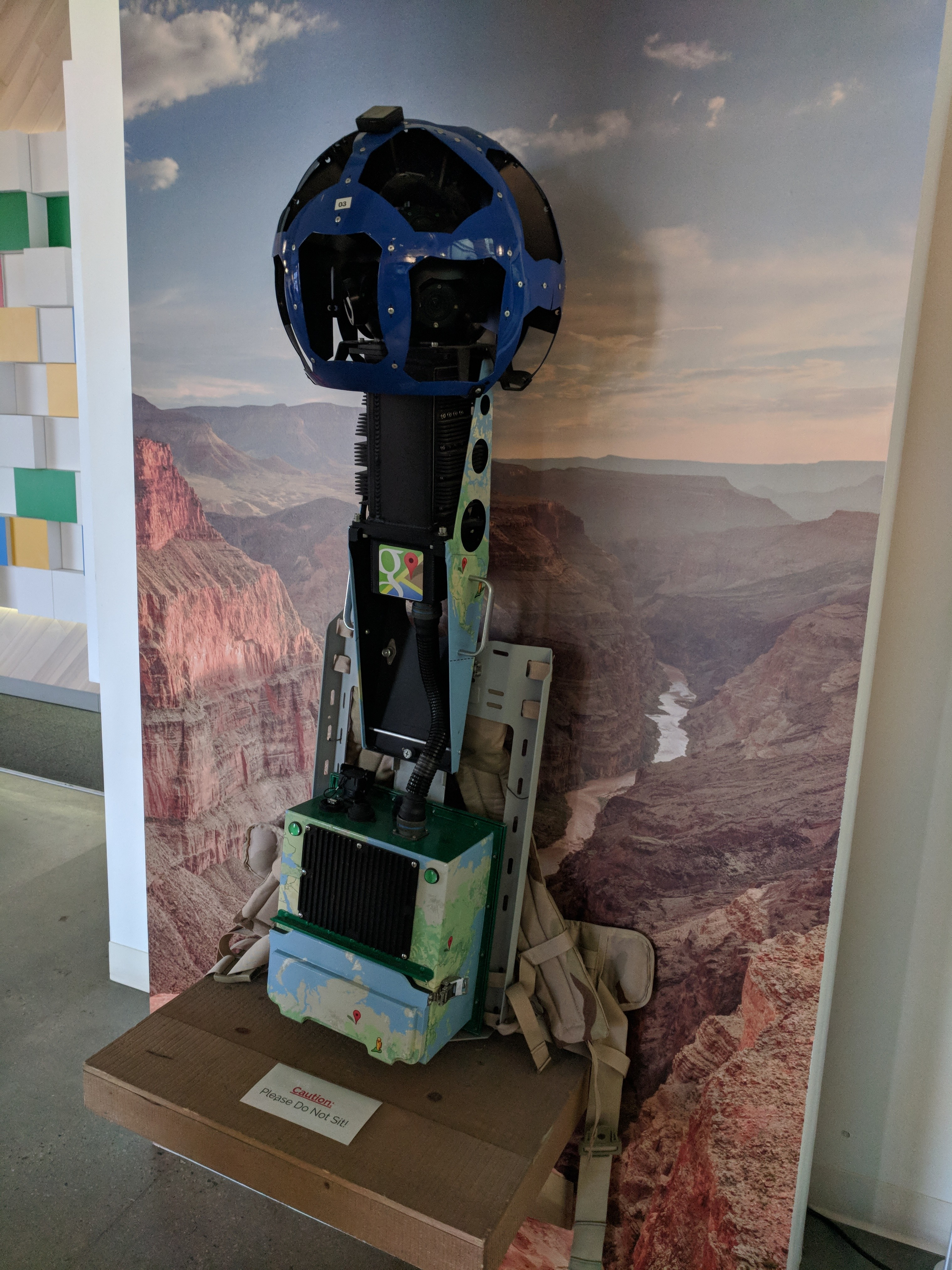
Камера рюкзака демонструється в кампусі Google в Маунтін-В'ю, штат Каліфорнія в лютому 2018 року
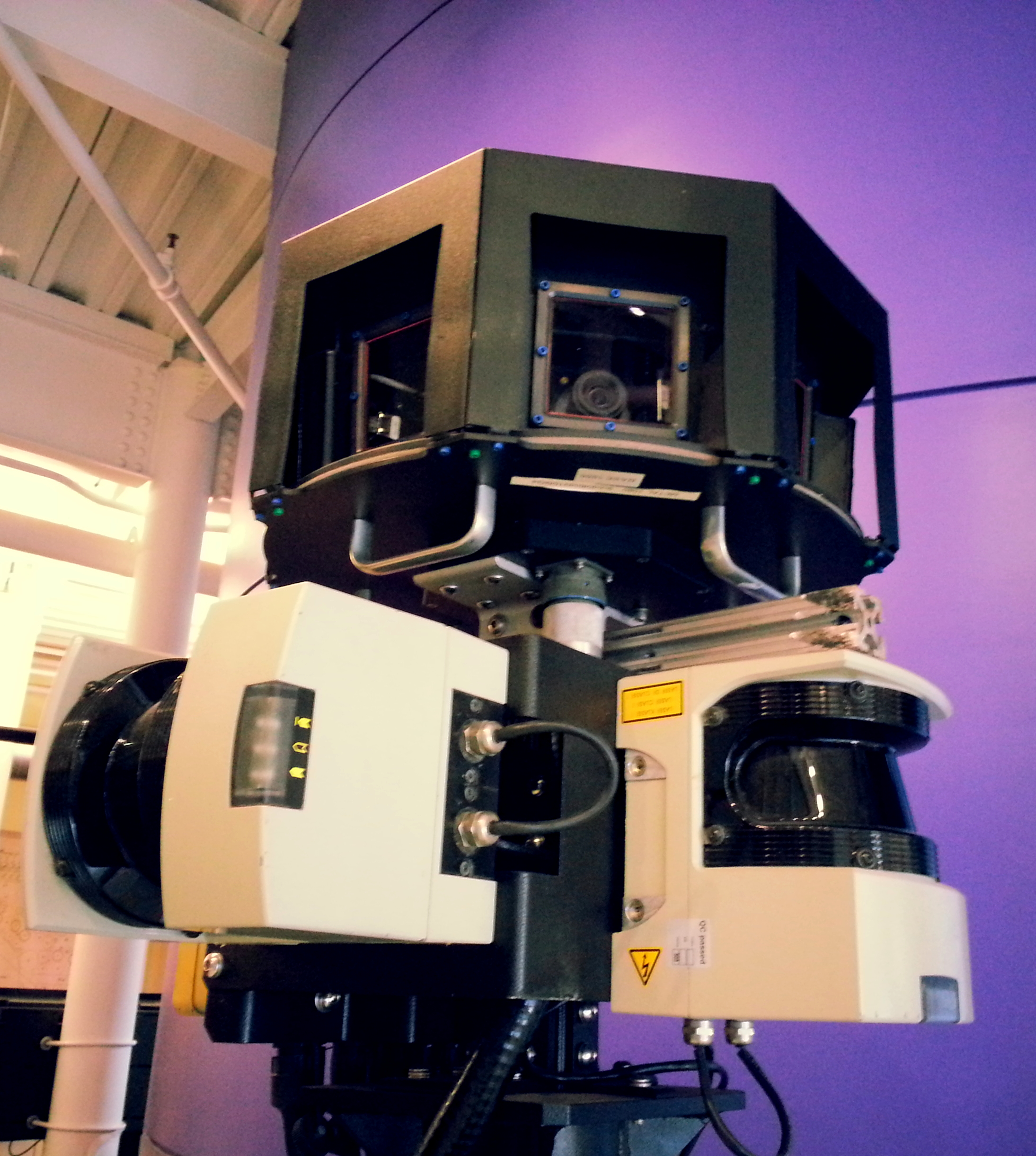
Камера Google Street View, встановлена на "трійці", демонструється в Музеї історії комп’ютерів у Маунтін-В'ю, Каліфорнія
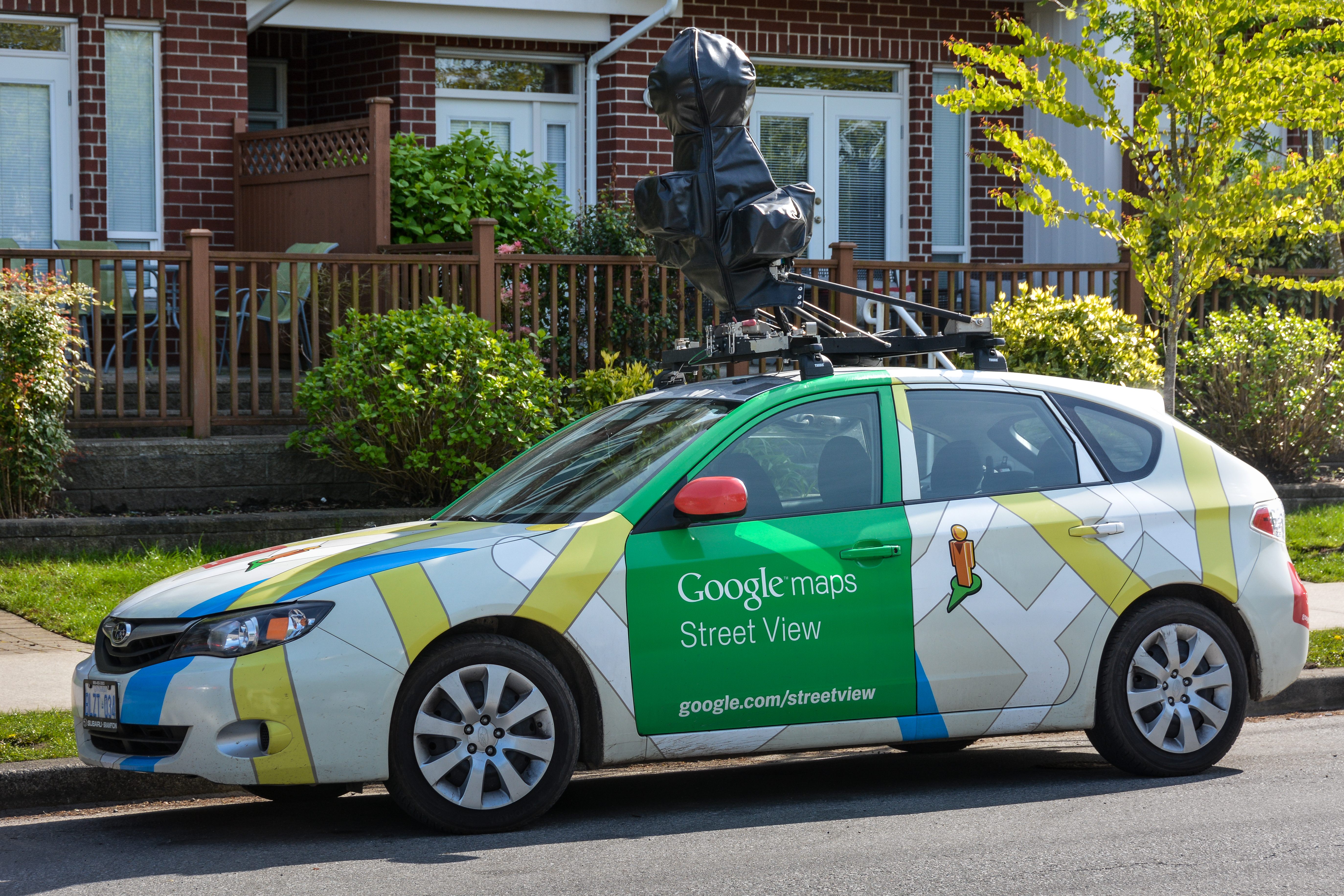
Автомобіль та камера Google Maps, які використовуються для збору даних перегляду вулиць у Стівестоні, Канада
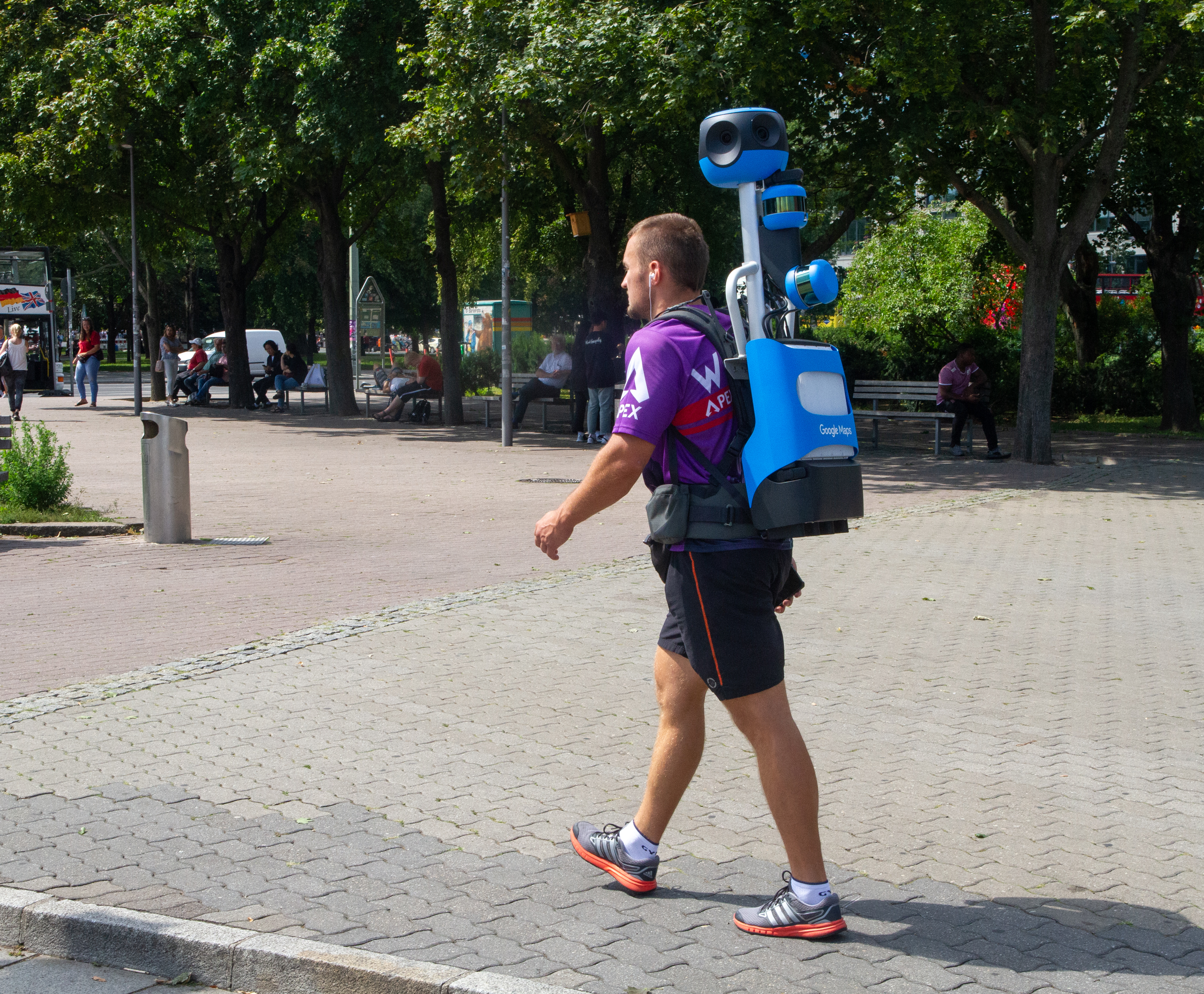
Людина з рюкзаком Google Street View у центрі Берліна